# Хавр-де-Грас
Хавр-де-Грас (англ. Havre de Grace) — город в округе Харфорд в штате Мэриленд в Соединённых Штатах Америки.
Согласно данным переписи населения США 2020 года число жителей города 
составляло 14 807 человек, что существенно больше, чем во время предыдущей переписи (12 952 человека).

## История
Поселение было названо в честь города Гавр, который ранее назывался Le Havre de Grâce. Название появилось от того, что во время войны за независимость США существовавшую здесь деревушку несколько раз посещал генерал Жильбер де Ла Файет, которому здешние места напоминали французский морской порт Гавр на Ла-Манше.

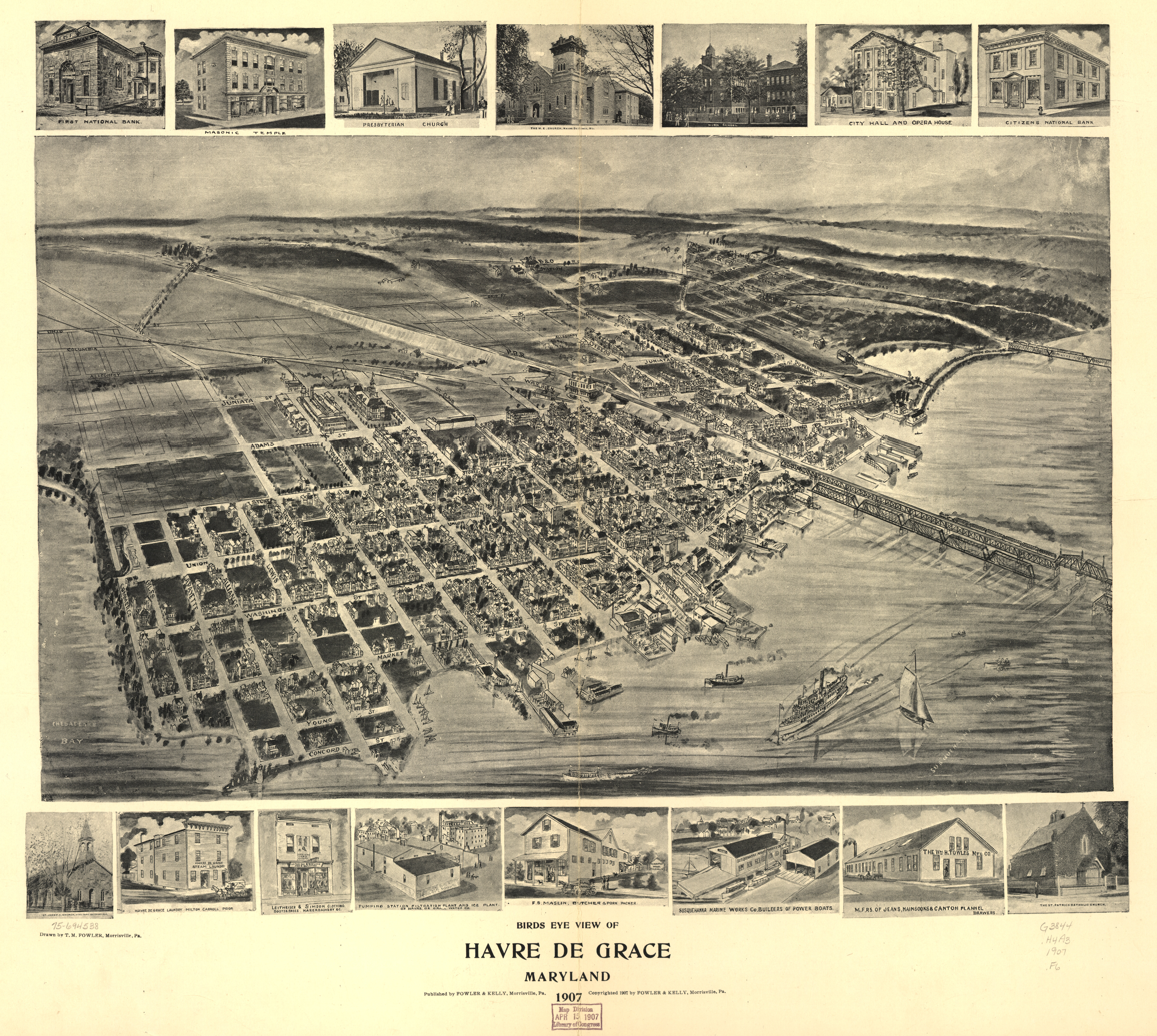
Хавр-де-Грас в 1907 году

В 1789 году Джордж Вашингтон ночевал в городе по пути в Нью-Йорк на свою первую инаугурацию. В том же году во время Первого конгресса Хавр-де-Грас не дотянул всего на один голос, чтобы стать столицей молодых Соединенных Штатов.
3 мая 1813 года во время Англо-американской войны британские войска под предводительством сэра Джорджа Кокберна совершили набег на Хавр-де-Грас и, разгромив американских ополченцев, сожгли большую часть поселения.
В 1827 году здесь был построен маяк Конкорд-Пойнт, который в 1976 году был включён в Национальный реестр исторических мест США.
В 2014 году журнал Smithsonian включил Хавр-де-Грас в список 20 лучших малых городов США для посещения.

## География
Город Хавр-де-Грас расположен в устье реки Саскуэханна у Чесапикского залива Атлантического океана.
По данным Бюро переписи населения США, общая площадь города составляет 6,89 квадратных миль (17,85 км2), из которых 5,50 квадратных миль (14,24 км2) приходится на сушу и 1,39 квадратных миль (3,60 км2) на водную поверхность.
Находится в 40 милях (64 км) к северо-востоку от Балтимора, в 40 милях (64 км) к западу от Уилмингтона, штат Делавэр, в 68 милях (109 км) к юго-западу от Филадельфии, в 75 милях (121 км) к северо-востоку от Вашингтона, округ Колумбия, и в 154 милях (248 км) к юго-западу от Нью-Йорка.